# Kwazar szybko zmienny optycznie

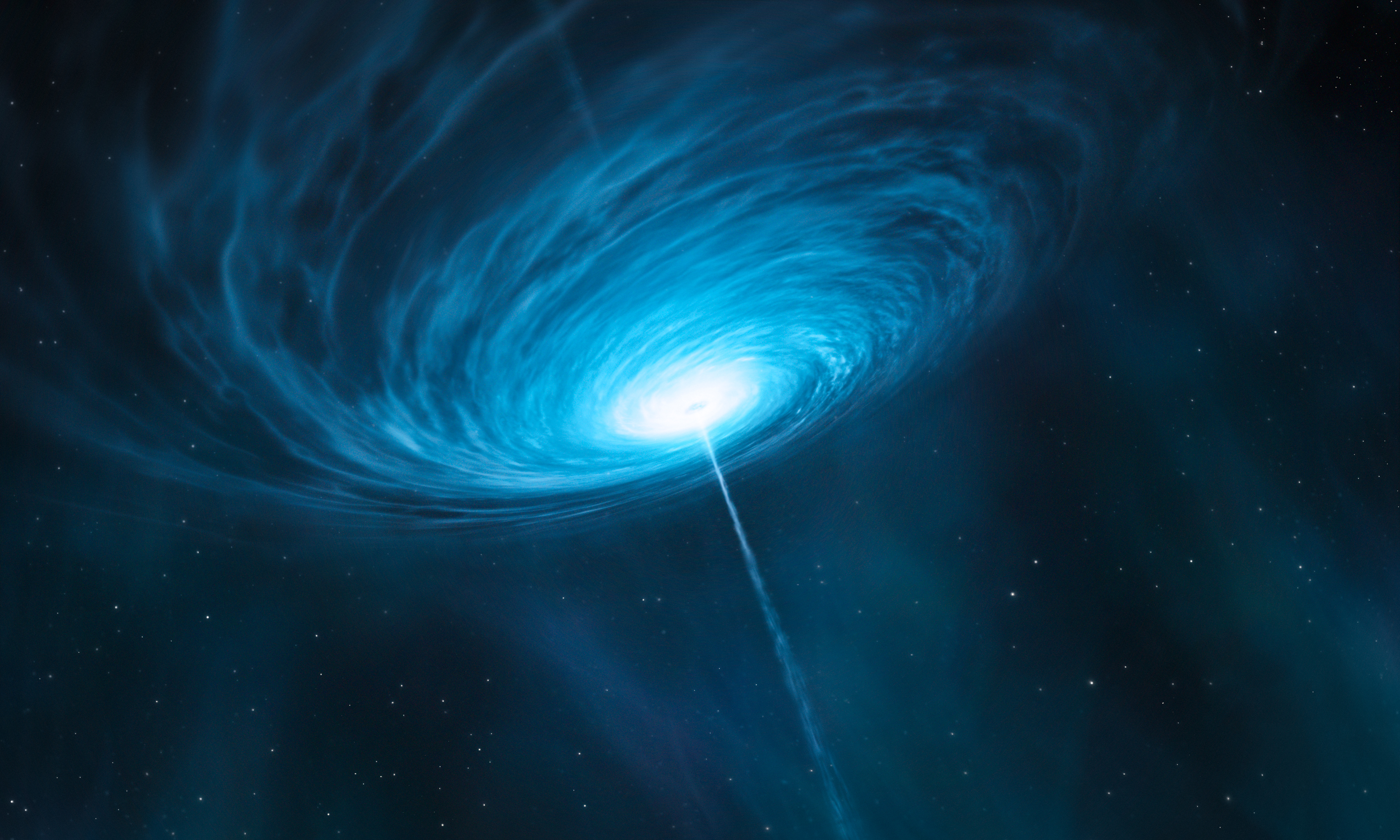
Artystyczna wizja kwazara szybko zmiennego optycznie 3C 279

Kwazar szybko zmienny optycznie (ang. Optical Violently Variable Quasars – OVV) – typ wysoce zmiennego kwazara. Jest on podtypem blazara, do którego należy kilka rzadkich, jasnych radiogalaktyk, których natężenie emitowanego światła może zmienić się o 50% w ciągu dnia.
Kwazary OVV są zasadniczo utożsamiane z wysoce spolaryzowanymi kwazarami (HPQ), kwazarami zdominowanymi przez rdzeń (CDQ) oraz kwazarami o płaskim spektrum (FSRQ). Używane są różnie określenia, lecz pojęcie FSRQ zyskuje na popularności, przez co pozostałe z nich są używane coraz rzadziej. Wyglądają one podobnie do lacertyd, lecz zazwyczaj ich linie spektralne są silniejsze i szerokie, ponadto ich składniki mają często większą wartość przesunięcia ku czerwieni.

## Przykłady
- 3C 279
- S5 0014+81